# 페리바우두 단타스
페리바우두 루시우 단타스(영어: Perivaldo Lúcio Dantas, 1953년 7월 12일 ~ 2017년 7월 27일)는 브라질 출신의 축구 선수이다. K리그에서 등록명은 베리발두를 사용하였다. 유공 코끼리 (현 제주 유나이티드)에 1986년 11월에 입단하여 1987 시즌 3월 29일 럭키금성 황소와 정규리그 1경기만을 출전하고 4월달에 양자 합의하에 계약을 해지하였다. 원래 포지션은 수비수이지만 당시 유공의 김정남 감독이 공격형 미드필더로 활용하였다.
1984년 대통령배 국제축구대회에서 방구 AC 소속으로 방한하여 뛰어난 활약으로 팀을 우승으로 이끌고 브라질 축구 국가대표팀 경력 (1981년과 1982년 사이 A매치 2경기 출장이나 당시에는 1982년 스페인 월드컵 출전 선수로 잘못 알려짐) 등을 과신하여 야심차게 영입했지만 시즌 통산 1경기 0득점-0도움 (정규리그 1경기 0득점-0도움)의 저조한 활약을 하여 K리그 최초의 대표적인 먹튀 사례로 뽑히고 있다.
브라질 축구 국가대표팀 출신으로 처음 K리그에 진출한 선수이며 1984년 대통령배 국제축구대회 참가 당시 인연을 맺은 한국인 고숙자씨와 1986년 12월 결혼식을 올렸다.

## 같이 보기
- 볼라 지 오우루
- 1984년 대통령배 국제축구대회